# Колєновка (Тверська область)
Колєновка (рос. Коленовка) — присілок в Калінінському районі Тверської області Російської Федерації.
Населення становить 9 осіб. Входить до складу муніципального утворення Емауське сільське поселення.

## Історія
Від 2005 року входить до складу муніципального утворення Емауське сільське поселення.

## Населення
| 2008 | 2010 |
| ---- | ---- |
| 11   | ↘9   |